# Antonio McKay
Pour les articles homonymes, voir McKay.
Antonio McKay, né le 9 février 1964 à Atlanta, est un athlète américain qui courait surtout sur 400 m
Il a participé aux Jeux olympiques d'été de 1984 à Los Angeles et de 1988 à Séoul, remportant deux titres en relais 4 × 400 m. En 1984, il terminait encore troisième sur 400 m.

## Palmarès

### Jeux olympiques d'été
- Jeux olympiques d'été de 1984 à Los Angeles ( États-Unis)
  -  Médaille de bronze sur 400 m
  -  Médaille d'or en relais 4 × 400 m
- Jeux olympiques d'été de 1988 à Séoul ( Corée du Sud)
  -  Médaille d'or en relais 4 × 400 m (pour sa participation en série et demi-finale)

### Championnats du monde d'athlétisme
- Championnats du monde d'athlétisme de 1987 à Rome ( Italie)
  - éliminé en quart de finale sur 400 m
  -  Médaille d'or en relais 4 × 400 m

### Championnats du monde d'athlétisme en salle
- Championnats du monde d'athlétisme en salle de 1987 à Indianapolis ( États-Unis)
  -  Médaille d'or sur 400 m
- Championnats du monde d'athlétisme en salle de 1989 à Budapest ( Hongrie)
  -  Médaille d'or sur 400 m
- Championnats du monde d'athlétisme en salle de 1991 à Séville ( Espagne)
  -  Médaille d'argent en relais 4 × 400 m

## Sources
- (en) Cet article est partiellement ou en totalité issu de l’article de Wikipédia en anglais intitulé « Antonio McKay » (voir la liste des auteurs).